# Titlis
Titlis (3238 m n. m.) je hora v Urnských Alpách. Leží na území Švýcarska v kantonu Obwalden. Na vrchol je možné vystoupit od horní stanice lanovky, nebo od útulny Biwak am Grassen (2647 m n. m.). Hora je dominantou nad městem Engelberg. Svahy hory pokrývá ledovec Titlisgletscher. Vyhlídkovou platformu u horní stanice lanovky na Titlis spojuje se sedačkovou lanovkou Ice Flyer nejvyšší visutý most na světě 500 metrů nad zemí v nadmořské výšce 3020 metrů, dlouhý 100 metrů, široký 1 metr. Za vstup na most se neplatí, zavřený je pouze při špatném počasí.
Hora byla poprvé zdolána v roce 1739.

## Lyžování
Pod horou Titlis je lyžařské středisko Engelberg (1050 m n. m.). Odtud se jezdí otočnou kabinovou lanovkou na Titlis (3238 m n. m.) a Klein Titlis (3028 m n. m.). Další lanovky vedou na vedlejší Jochstock (2564 m n. m.) a Schonegg (2044 m n. m.). Lanovky obsluhují 82 kilometrů sjezdových tratí.